# أحمد ضيف الله العزيب
أحمد ضيف الله العزيب من مواليد 1936، في سعوان، مديرية بني حِشَيش، محافظة صنعاء، هو دبلوماسي يمني، شغل منصب سفير الجمهورية العربية اليمنية (اليمن الشمالي سابقًا) لدى عدد من الدول، من بينها ليبيا (فبراير 1977-أكتوبر 1978)، حيث لم تستمر مهمته طويلًا في ليبيا حيث استدعي إلى صنعاء بسبب دعم ليبيا للمحاولة الانقلابية الفاشلة التي نفذها الناصريون في أكتوبر 1978 ضد نظام علي عبد الله صالح. عُين سفيرًا لدى فرنسا (مايو 1979-أغسطس 1981)، ثم المملكة المتحدة (سبتمبر 1981-مايو 1990). بعد إعلان الوحدة اليمنية وقيام الجمهورية اليمنية في مايو 1990، عُين وكيلاً لوزارة الخارجية للشؤون السياسية (مايو 1990- مايو 1995) ثم سفيرًا لدى سلطنة عمان يونيو 1995 حتى 1997. وقد عمل في وزارة الخارجية والسلك الدبلوماسي منذ بداية ستينات القرن الماضي، حيث شغل منصب وكيل وزارة الخارجية (1967-1970)، ثم وزير مفوض ورئيس بعثة وقائم بالأعمال في أكثر من عاصمة أوروبية، من بينها وزير مفوض في روما (1970-1974)، وفي العام 1974 وعلى إثر قيام حركة 13 يونيو 1974 برئاسة ابراهيم الحمدي، عاد إلى صنعاء وعُين في منصب المفتش العام بوزارة الخارجية (1975-1977)